# Tennenbronn
Tennenbronn é uma vila da Alemanha localizada na cidade de Schramberg, distrito de Rottweil, região administrativa de Freiburg, estado de Baden-Württemberg. Até 1 de maio de 2006, Tennenbronn era um município independente, quando foi incorporado à cidade de Schramberg. Tennenbronn foi o primeiro município em Baden-Württemberg que perdeu sua independência desde a reforma administrativa dos anos 1970.